# Vall Fosca
La Vall Fosca es un valle pirenaico de formación glacial, por donde discurre el río Flamisell y situado en la parte norte de la comarca del Pallars Jussá (Cataluña, España). 

## Descripción

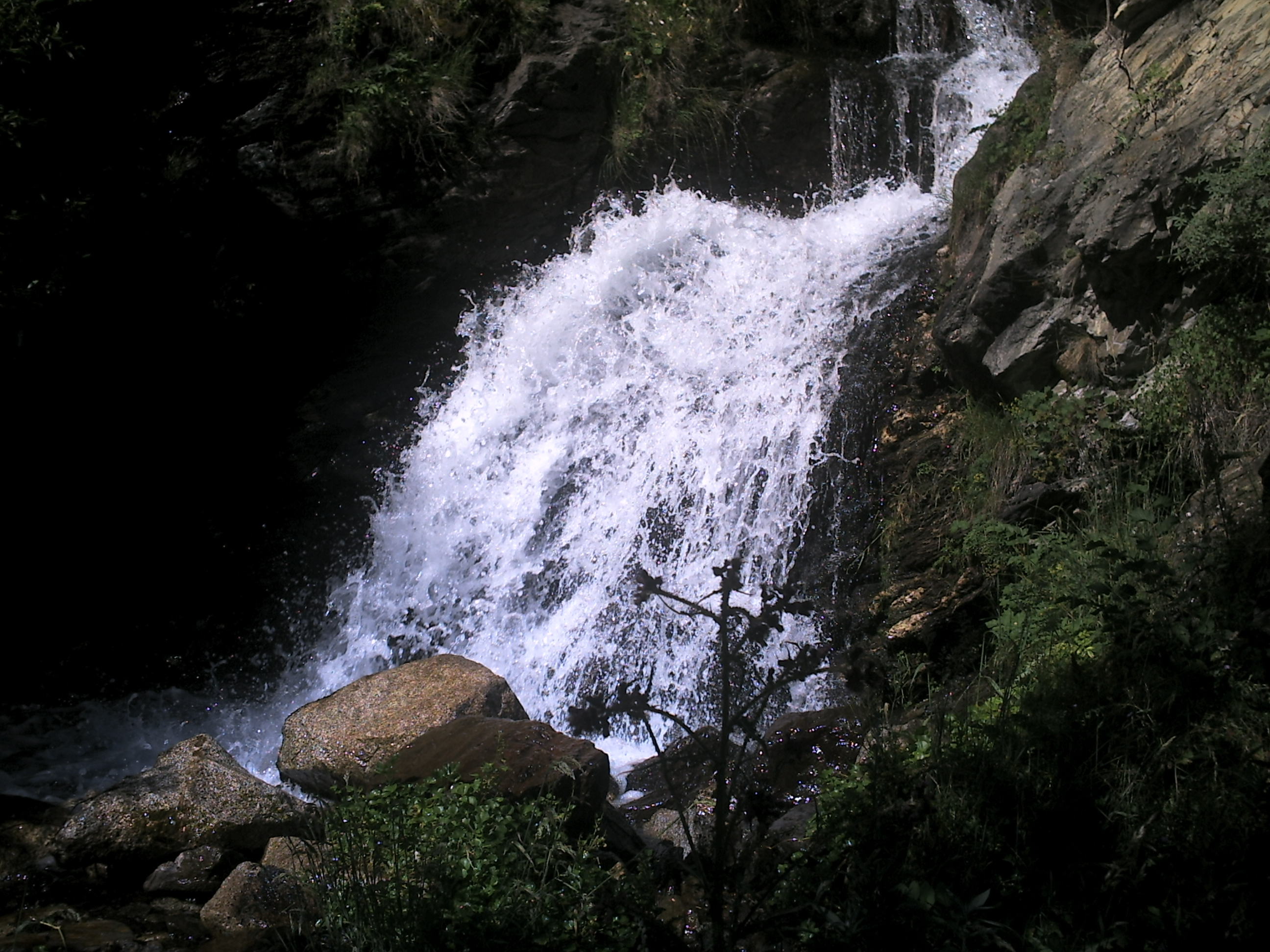
Nacimiento del río Flamisell.

Recibe el nombre de «Fosca» (‘oscura’ en catalán) debido a que las fuertes pendientes de las montañas que lo forman provocan que la luz solar llegue a tocar el fondo del valle durante pocas horas al día, sobre todo en invierno. Está constituida, en la parte norte, por más de veinte pequeños lagos de montaña bajo picos de más de 2500 m de altura. El conjunto de estos lagos forma un entramado unido mediante túneles que se denomina lagos de Cabdella, y que tiene como función suministrar agua de forma constante a dos centrales eléctricas, las de Sallente y Cabdella, situadas la primera en el embalse de Sallente, y la segunda en la población de Cabdella.
Hay tres pequeños valles: Ricuerna, Filià y el barranco de Estany Gento. En el pueblo de Capdella se juntan estos tres barrancos y forman el río Flamisell, que discurre por el municipio de Senterada hasta Puebla de Segur, donde se junta con el río Noguera Pallaresa.
En 1914 se construyó la primera central hidroeléctrica pallaresa.
El pueblo más alto del valle es Capdella, que se encuentra a 1420 metros de altitud y que cierra el conjunto de núcleos rurales que conforman la Vall Fosca: la Pobleta de Bellveí, Estavill, Envall, Antist, Castell-Estaó, Beranui, la Plana de Montrós, Astell, Obeix, Aguiró, Paüls, Pobellá, Monrós, Molinos, la Torre de Capdella, Aiguabella, Espuy y la Central de Capdella.

## Economía

### Turismo
Para la Vall Fosca el sector más importante del turismo se centra en los excursionistas, pescadores y cazadores. Las excursiones se dirigen a la zona lacustre que se encuentra en la parte más alta del valle y a la que se accede a través del teleférico que lleva a Estany Gento. También se practica barranquismo y, en invierno, esquí de montaña. 
En la central de Capdella está ubicado el museo hidroeléctrico donde se pueden hacer visitas guiadas o libres alrededor de la central hidroeléctrica.
La caza y la pesca son dos de los deportes más practicados en el valle a causa de su importante población de jabalís y de truchas de río de raza autóctona. En el río Flamisell y los diferentes lagos de la zona más alta la pesca está controlada.

### Gastronomía
La gastronomía de la Vall Fosca tiene especialidades como la trucha de río, el palpís y el estofado de jabalí entre otros.

### Patrimonio
Uno de los encantos más desconocidos de la vall Fosca es el patrimonio arquitectónico, del que destaca la iglesia de Sant Vicenç de Capdella, románica. En el interior de la iglesia había una talla románica de la crucifixión, que en la actualidad está en el Museo de Arte de Cataluña (MNAC) en Barcelona. 
En Espuy destaca la iglesia también románica de Sant Julià y en las afueras de la Torre de Capdella, la pequeña ermita de Sant Martí.